# Периурбанізація

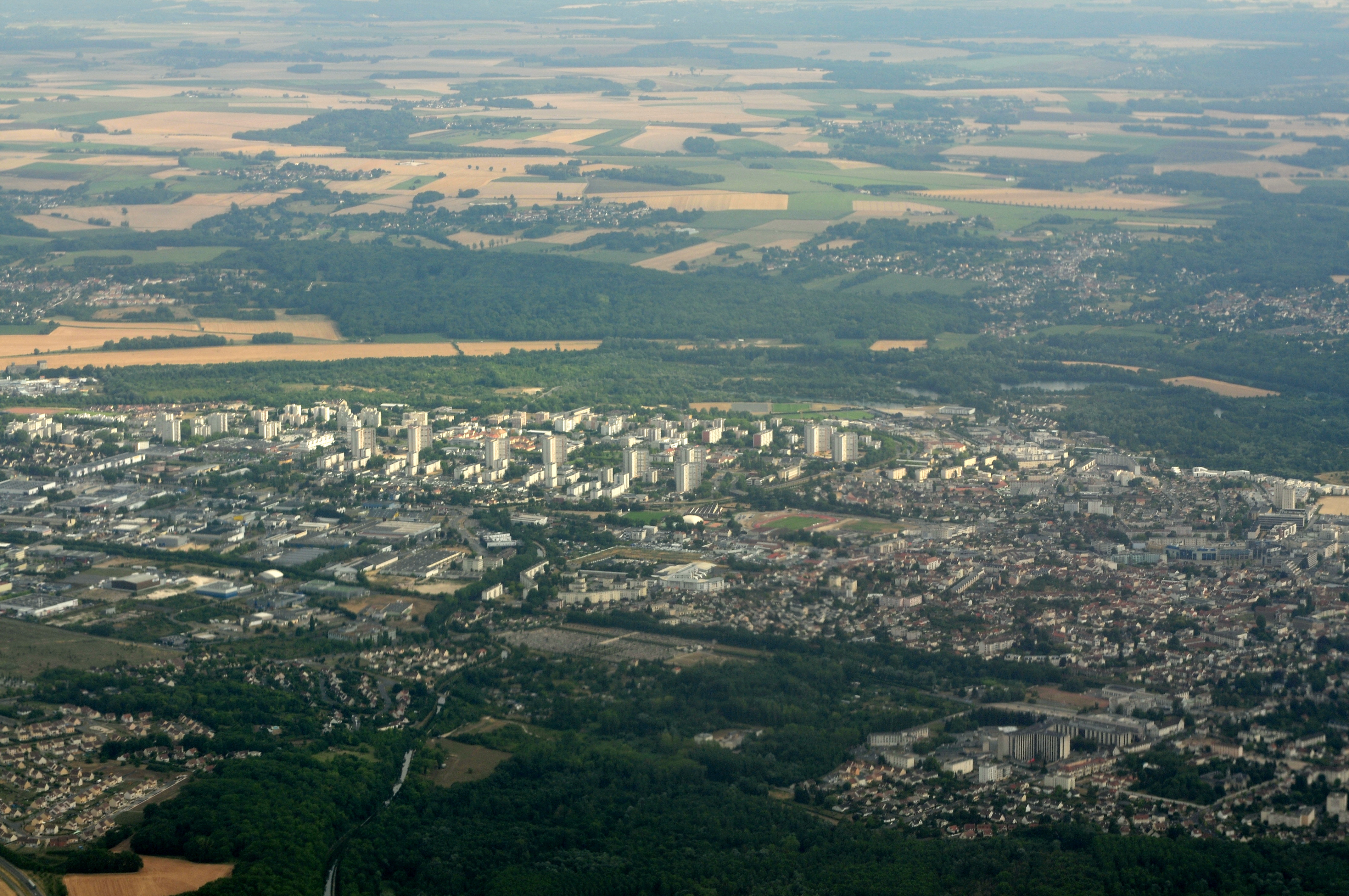
Район Боваль у місті Мо.

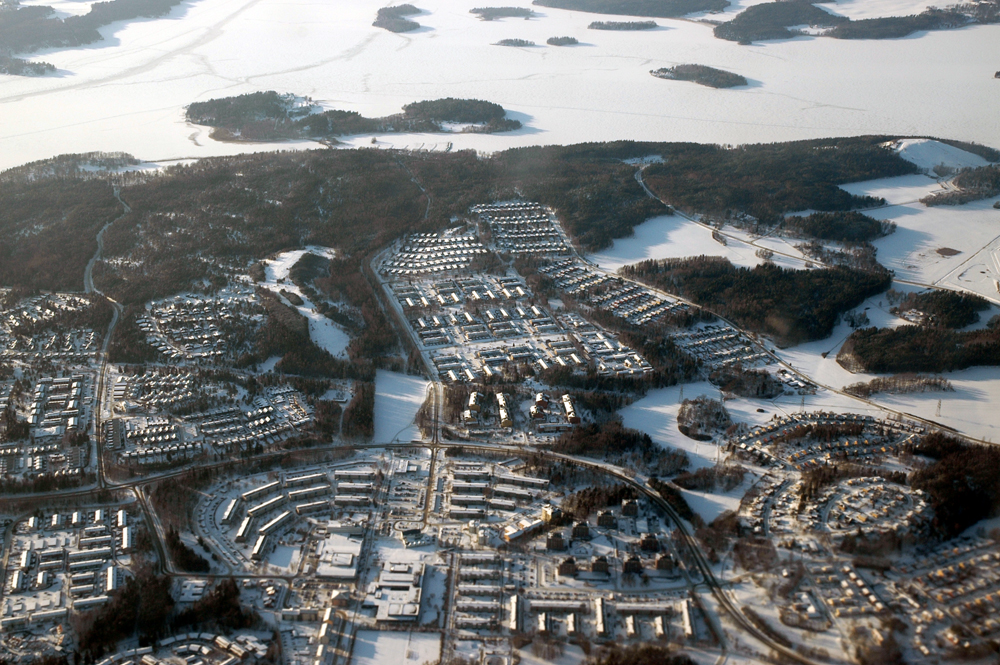
Прискорена периурбанізація столичних міст (тут Стокгольм, передмістя Вікше) відбувається на шкоду периферійним природним та сільськогосподарським просторам (лютий 2007 р.).

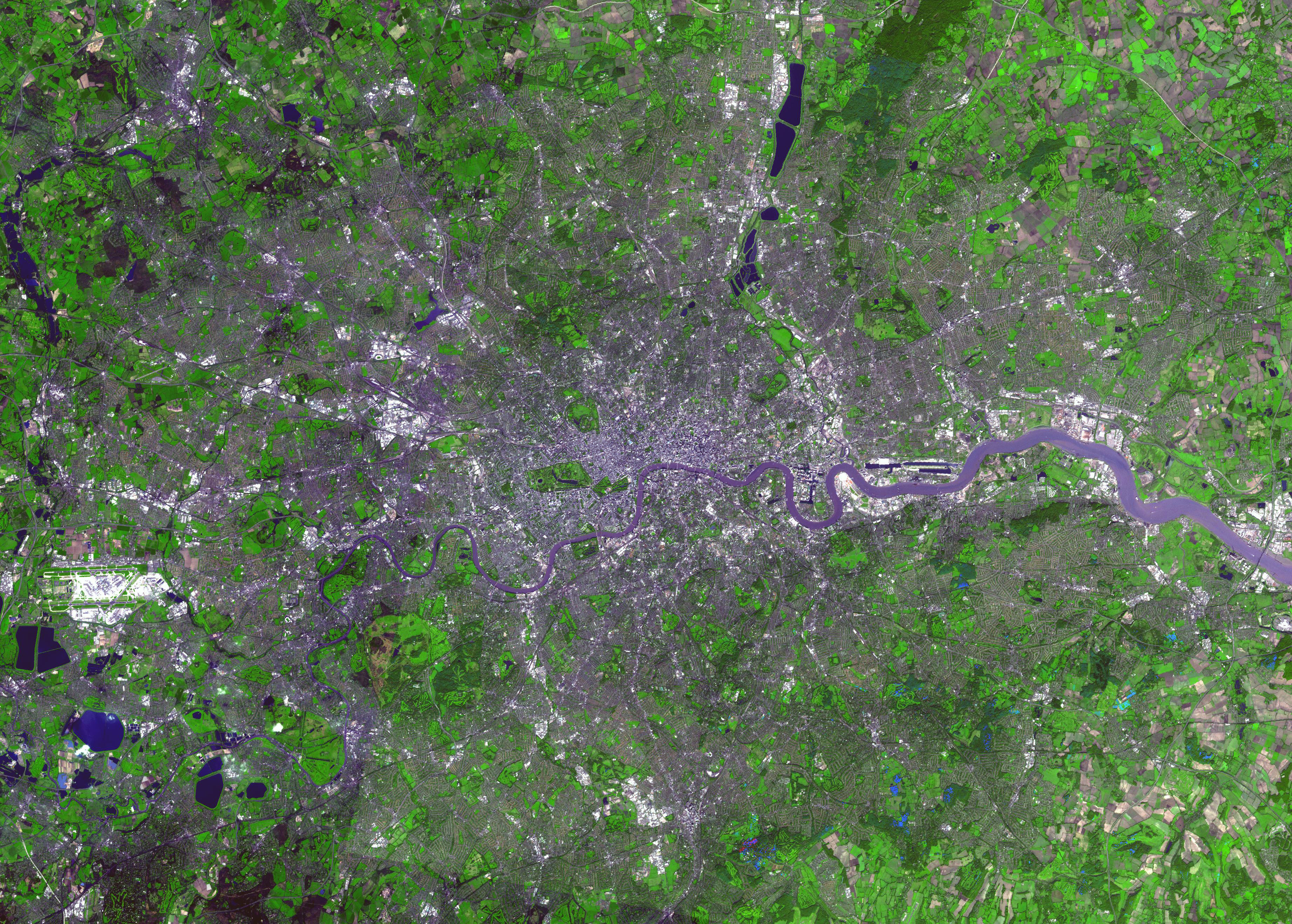
Лондон пережив особливо значне явище розростання міст (фотографія охоплює 39,5 × 55,3), що пояснює високий екологічний слід цієї агломерації.

Периурбанізація — це процес просторового розширення міських територій на їхню периферію, що призводить до трансформації сільських районів і зміни їхнього соціально-економічного профілю. Цей процес передбачає поступове поглинання сільських або напівсільських територій містом та виникнення нових форм просторової організації, які поєднують риси як міського, так і сільського середовища.
Периурбанізація пов'язана з кількома ключовими явищами:
1. Міграція населення: відтік жителів із центрів міських агломерацій на периферію у пошуках кращих житлових умов, нижчих цін на землю та оренду, більш сприятливого екологічного середовища, а також безпечніших умов життя.
2. Розвиток транспортної інфраструктури: периурбанізація значною мірою зумовлена підвищенням мобільності населення завдяки розвитку автомобільного транспорту та вдосконаленню шляхів сполучення між містом і приміськими територіями.
3. Функціональна трансформація територій: сільські райони, охоплені периурбанізацією, зазнають змін — зростає частка індивідуальної житлової забудови, виникають нові торгівельні та промислові зони, змінюється структура зайнятості населення.
4. Деденсифікація центрів міст: унаслідок периурбанізації спостерігається зменшення щільності населення в центральних районах міста (особливо в країнах Глобальної Півночі), що призводить до занепаду частини міської інфраструктури — явища, яке отримало назву "міста, що скорочуються" (shrinking cities).
5. Диспропорції у плануванні: периурбанізація часто відбувається без належного урбаністичного планування, що призводить до фрагментації простору, погіршення транспортного сполучення та перевантаження інфраструктури в нових житлових зонах.
6. Втрати природного і сільськогосподарського середовища: розширення міст відбувається переважно шляхом освоєння вільних сільських або природоохоронних територій. Наприклад, у Франції  2011 року, за даними Міністерства екології, щодня знищувалося в середньому 165 гектарів природних та сільськогосподарських угідь для будівництва житла, доріг і зон економічної активності.
7. Особливості в країнах Глобального Півдня: периурбанізація там часто зумовлена неможливістю доступу бідних верств населення до житла в центрі міста, що спричиняє стихійне заселення периферійних територій без відповідної інфраструктури.
Історично периурбанізація активізувалась із кінця 1960-х років у Європі, США, а згодом у країнах Латинської Америки та Азії. Поняття стало предметом статистичного аналізу та урбаністичних досліджень лише з кінця XX століття.
Периурбанізація залишається складним, динамічним і багатоаспектним явищем, яке вимагає міждисциплінарного підходу: аналізу демографічних тенденцій, просторового планування, транспортної логістики, соціології та екології. 

## Елементи визначення

Ілюстрація термінів "центр міста", "передмістя", "приміська корона", "міська одиниця" та "міська зона

У Франції INSEE (Національний інститут статистики та економічних досліджень) розуміє процес периурбанізації через статистичне поняття міської території та її так званої «приміської корони». Це сукупність муніципалітетів, що входять до міської агломерації, але не є її центральним містом.

### Наслідки периурбанізації
Цей процес має значний і багатогранний вплив на суспільство, економіку та навколишнє середовище:

#### Соціальні та демографічні наслідки:
Значний приплив активного населення до сільської місцевості.
Впровадження нового, більш міського способу життя в традиційно сільському середовищі.
Соціологічні конфлікти між корінними сільськими жителями та новими мешканцями з міст.
Відродження сільських районів, які розташовані в межах комфортного часу добирання до міста.

#### Екологічні та ландшафтні наслідки:
Модифікація ландшафтів через розбудову інфраструктури та житла.
Зміна гідрологічного балансу через герметизацію ґрунту, що впливає на танення снігу та інтенсивність дощів.

#### Економічні наслідки:
Зростання явища «маятникової міграції», коли люди щодня долають значні відстані, щоб дістатися на роботу в місто.
Можливе зубожіння окремих міських районів через відтік середнього класу, що посилює соціальну та просторову нерівність.

#### Термінологічні відмінності
Важливо розрізняти схожі, але не ідентичні поняття:
Периурбанізація стосується фізичного розширення забудованих територій навколо міст.
Урбанізація більше стосується імпорту міського способу життя та культурних цінностей у сільські райони.
Крім того,  1996 року географ Жерар-Франсуа Дюмон ввів термін «параурбанізація», щоб описати процес, коли урбанізація відбувається без розриву — це заселення просторів сільської морфології, розташованих за межами агломерацій, але звідки значна частина зайнятого населення щодня добирається на роботу в місто.

## Периурбанізація в Європі
Периурбанізація є значним явищем для Європи, яка є одним із найбільш урбанізованих континентів. 2007 року понад чверть території Європейського Союзу постраждала від розширення міст.

## Периурбанізація у Франції

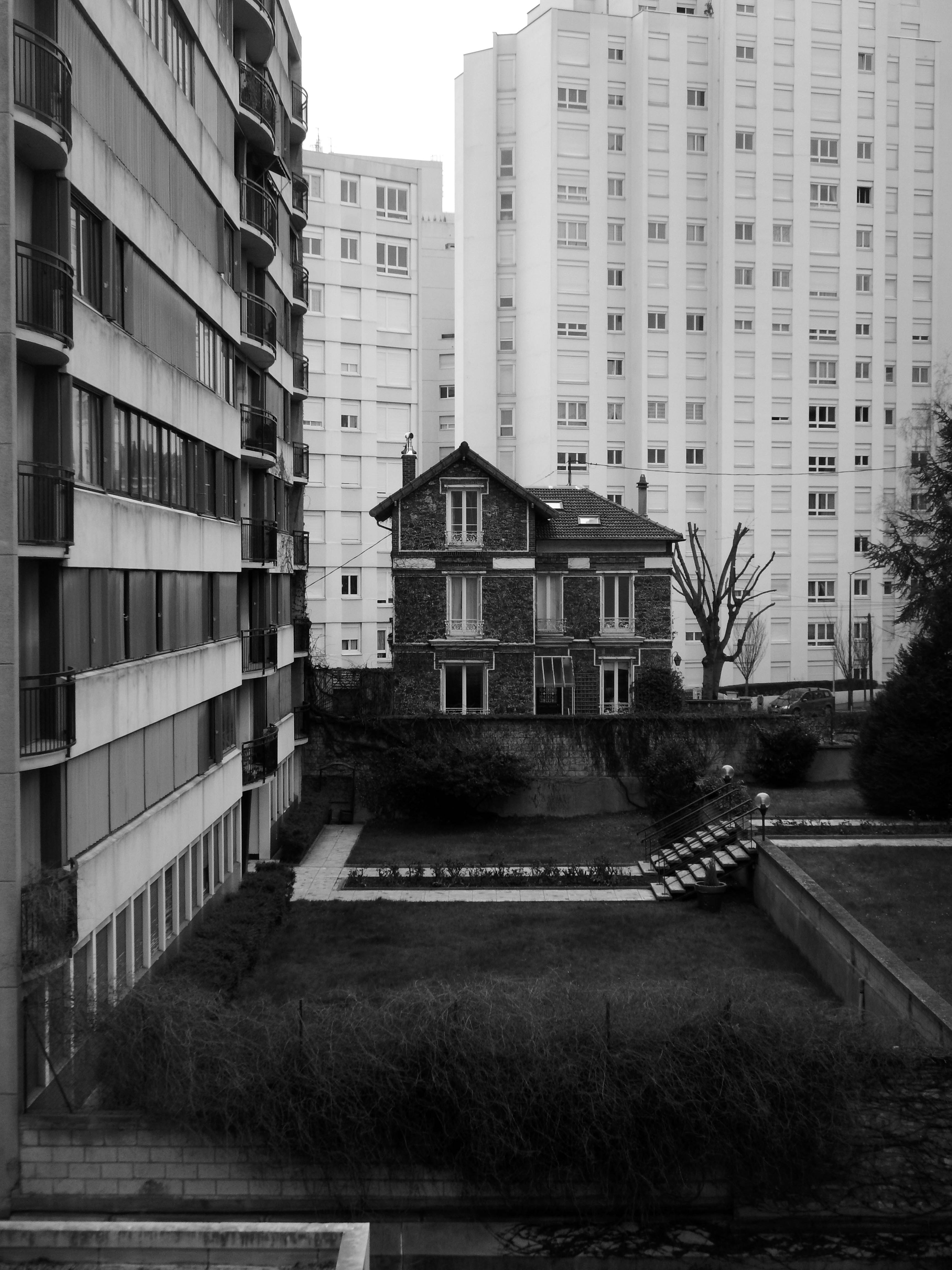
За першою хвилею будівництва приміських павільйонів тут послідувала друга хвиля будівництва, цього разу великих будівель (Ванв неподалік від південної кільцевої дороги Парижа, березень 2016).

### Політичні та соціальні причини периурбанізації у Франції
У 1970-х роках політика прем'єр-міністра Раймона Барра сприяла масовому розвитку індивідуального житла. Вона переорієнтувала державну допомогу з будівництва великих житлових масивів на підтримку володіння власними будинками. Цьому також сприяв вплив американських телесеріалів, що популяризували модель індивідуального будинку із садом.
Сільські муніципалітети охоче виділяли землю під забудову, оскільки це допомагало уникнути падіння доходів від податку на житло та закриття шкіл. Це призвело до того, що забудова розширювалася все далі від міст, створюючи залежну від автомобілів аудиторію мешканців передмістя.
Станом на 2021 рік у Франції 56% житлового фонду становили індивідуальні будинки, а 58% домогосподарств були власниками свого житла. Ця тенденція посилилася під час пандемії COVID-19, коли багато людей шукали спокою та простору, попри урядовий дискурс, спрямований на відродження міських центрів. Міністр житлово-комунального господарства Еммануель Варгон  2021 року критикувала цю «модель міського планування 1960-х і 1970-х років», що призвела до розширення житлових масивів на околицях міст.

### Хронологія та масштаби явища
- 1960-2010 рр.: За цей період 2,5 мільйона гектарів землі у Франції було «поглинено» периурбанізацією[18].
- 1990-ті рр.: Приміські райони, де земля була дешевшою, ніж у містах, але дорожчою, ніж у віддалених селах, показали найбільше зростання населення. За десятиліття (1990–1999) населення приміських зон зросло на 8%[19], тоді як у містах — на 2,5%[20], а в сільській місцевості — лише на 0,6%[21].
- Початок 2000-х: За даними IFEN, у Франції щороку зникало близько 60 000 гектарів природних або сільськогосподарських угідь через урбанізацію[22].
- Після 2008 року: Після економічної кризи темпи урбанізації сповільнилися, але з 2015 року знову почали зростати[23].  2016 року кількість продажів землі під забудову збільшилась на 22%, що свідчило про втрату приблизно 50 000–60 000 гектарів на рік[24][18]

Експерт Роберт Левеск зазначає, що периурбанізація часто поглинає найкращі сільськогосподарські землі, оскільки міста будуються в центрі родючих регіонів. За його прогнозами, до 2060 року може бути втрачено ще 2,5 мільйона гектарів, що призведе до скорочення сільськогосподарських угідь на 8–9%.

### Інтенсивність периурбанізації
Інтенсивність явища залежить від розміру агломерацій: у малих містах частка робочих місць, зайнятих мешканцями приміських районів, вища, ніж у великих містах Франції. Наприклад, у Паризькій агломерації цей показник становить 12%, у Ліоні, Ліллі, Тулузі, Бордо, Марселі чи Нанті – близько 25%, у Ренні – 40%, а в малих містах, таких як Санліс, Саррегемін або Ландерно, – понад 65%.
Попри інтенсивне залучення працівників із приміських зон зменшується з розміром міста, найбільше таких працівників приваблюють саме великі міста. У 2007 році в паризькій агломерації працювало 615 000 осіб, які проживали в приміській зоні, а в агломераціях Ліона, Лілля, Марселя та Тулузи – понад 100 000. 

### Розвиток сільських районів
Явище периурбанізації по-різному впливає на сільські території:
1. Райони поблизу великих міст: Ці території, легкодоступні через автомагістралі, найбільше постраждали від периурбанізації. Вони популярні серед молодих пар, для яких вартість землі там доступніша. Наприклад: Сен-Желі-дю-Феск, Ле-Фург.
2. Ізольовані сільські райони: Ці райони залишаються незачепленими периурбанізацією через географічну ізоляцію. Вони часто страждають від занепаду сільського господарства та старіння інфраструктури.
3. Динамічні, але віддалені райони: Ці території не зазнають периурбанізації, але демонструють власне демографічне зростання завдяки туризму, розвитку агропромисловості, наявності другого житла та поверненню пенсіонерів. Прикладом є долина Дюранс, де розвиток зрошення дозволив розвивати садівництво.

## Законодавчі заходи та політичні фактори
Низка законів, таких як LOADT, LOADDT, закон SRU, закони Гренелля та закон ALUR, визнають негативні наслідки периурбанізації та розростання міст. Урядові програми ущільнення забудови спрямовані на обмеження цього процесу шляхом стимулювання будівництва нового житла в існуючих центрах сіл. Однак такі ініціативи можуть наштовхуватися на опір місцевих жителів, які побоюються втрати «ідентичності» свого села.

## Механізм

### Політичний фактор
На розвиток периурбанізації вплинуло кілька політичних факторів, окрім політики, що сприяла бебі-буму та збільшенню тривалості життя
1. Політика привабливості міст: Міста та містечка, прагнучи збільшити свої доходи від податків, проводили політику, що заохочувала міграцію населення, отримуючи при цьому підтримку у вигляді регіональних та національних субсидій.
2. Сільськогосподарська політика: Вона сприяла розвитку промислового сільського господарства, що призвело до відтоку населення з сільських районів, і при цьому не надавала інструментів для стримування урбанізації.
3. Дорожня політика: Акцент на будівництві доріг для автомобільного транспорту сприяв створенню розрізненої міської структури, обслуговуваної дорожньою мережею.
4. Житлова політика та зонування: Ця політика сприяла відносно дешевій нерухомості на околицях міст. Наприклад, у Франції післявоєнна політика соціального житла в передмістях, а потім, у середині 1970-х років за президентства Валері Жискара д'Естена, зміна курсу на підтримку володіння житлом. Держава почала субсидувати процентні ставки для фізичних осіб, що підвищило платоспроможність домогосподарств і безпосередньо субсидувало периурбанізацію.

### Економічні фактори

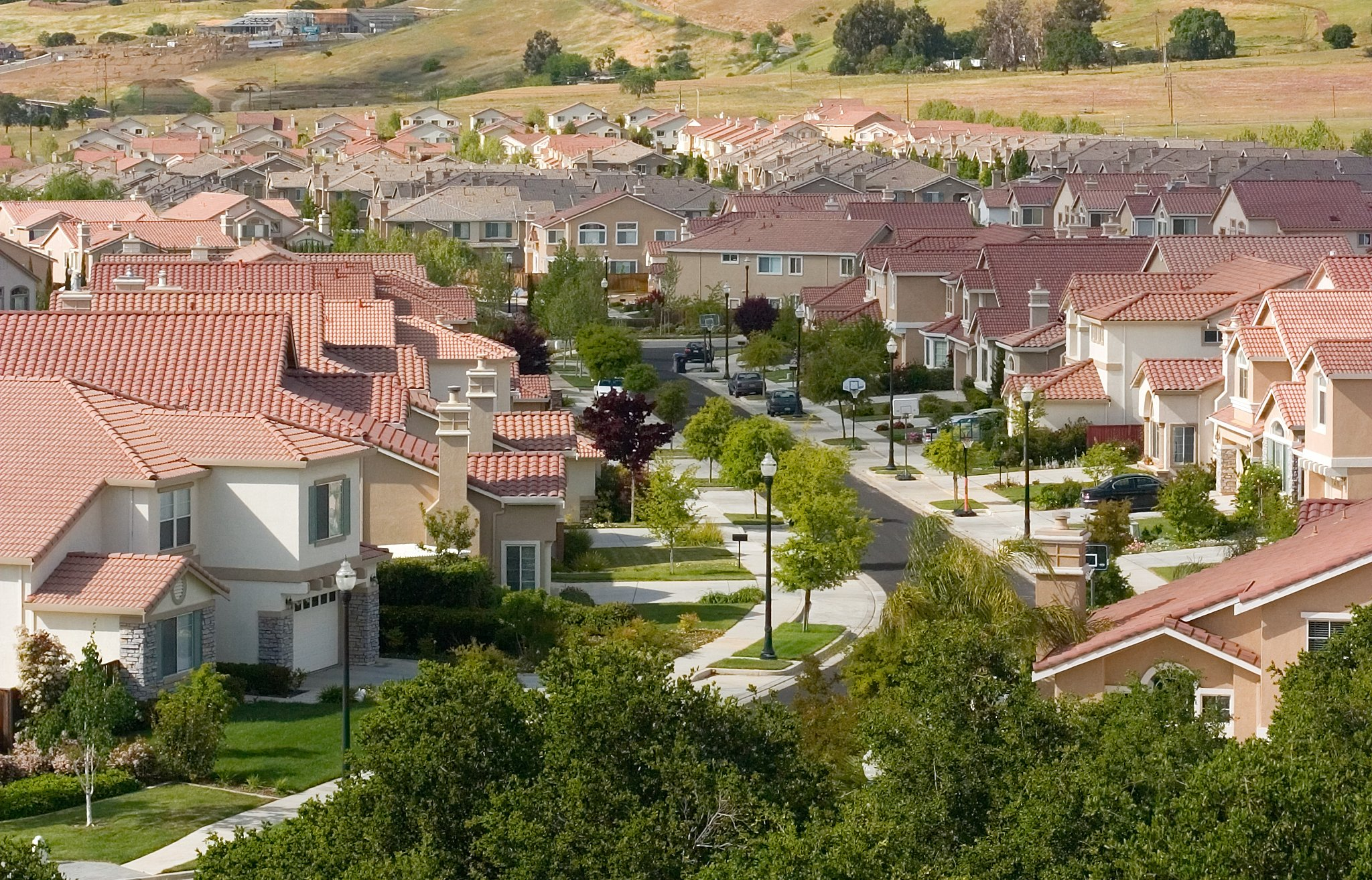
Забудова передмість, Сан-Хосе, Каліфорнія.

Зіткнувшись зі зростанням цін на нерухомість у центрах міст, будинки на одну сім'ю, які є дешевшими в приміських районах, є визначальним фактором периурбанізації. Дійсно, аналіз впливу вартості нерухомості, опублікований у журналі Études foncières, підкреслює різницю в цінах (або «прибуток від нерухомості») для житла площею 117 м² у різних міських районах Франції в міру віддалення від центрального муніципалітету. Це особливо стосується середніх та великих міських районів, у яких ціни знижуються найшвидше, а отже, різниця в цінах більша.
Слід зазначити одну важливу відмінність. Під час будівництва будинку є два типи витрат: витрати на будівництво, які загалом залишаються стабільними з плином часу та простору, та витрати на придбання землі, які паралельно зі зростанням цін на ринку нерухомості різко зросли за останні двадцять років. Тому саме за цим пунктом здійснюється фінансовий арбітраж між витратами та відстанню. Якщо спочатку привабливою була земля, розташована в першому кільці навколо центрів міст, то зараз у другому або навіть третьому кільці розташовані все ще доступні сектори. Високі ціни на землю в центрах міст можна пояснити розривом між потенційною пропозицією (земля, на якій можна забудувати) та фактичною пропозицією (фактично виставленою на ринок) цієї землі. Багато авторів підкреслюють неефективність оподаткування з метою обмеження утримання землі в містах. Дійсно, оподаткування незабудованих земель вважається контрпродуктивним через низьке оподаткування міських земель під забудову, які часто класифікуються як землі, що занедбані. Ця логіка фінансового арбітражу базується на короткостроковому економічному аналізі: часто довгострокові витрати на проживання в приміських районах не враховуються. Таким чином, мобільність може становити значну частину доходу домогосподарства, зокрема, завдяки придбанню та утриманню одного або кількох автомобілів. Періурбанізацію можна пояснити гіпотезою Захаві.

### Комерційний фактор

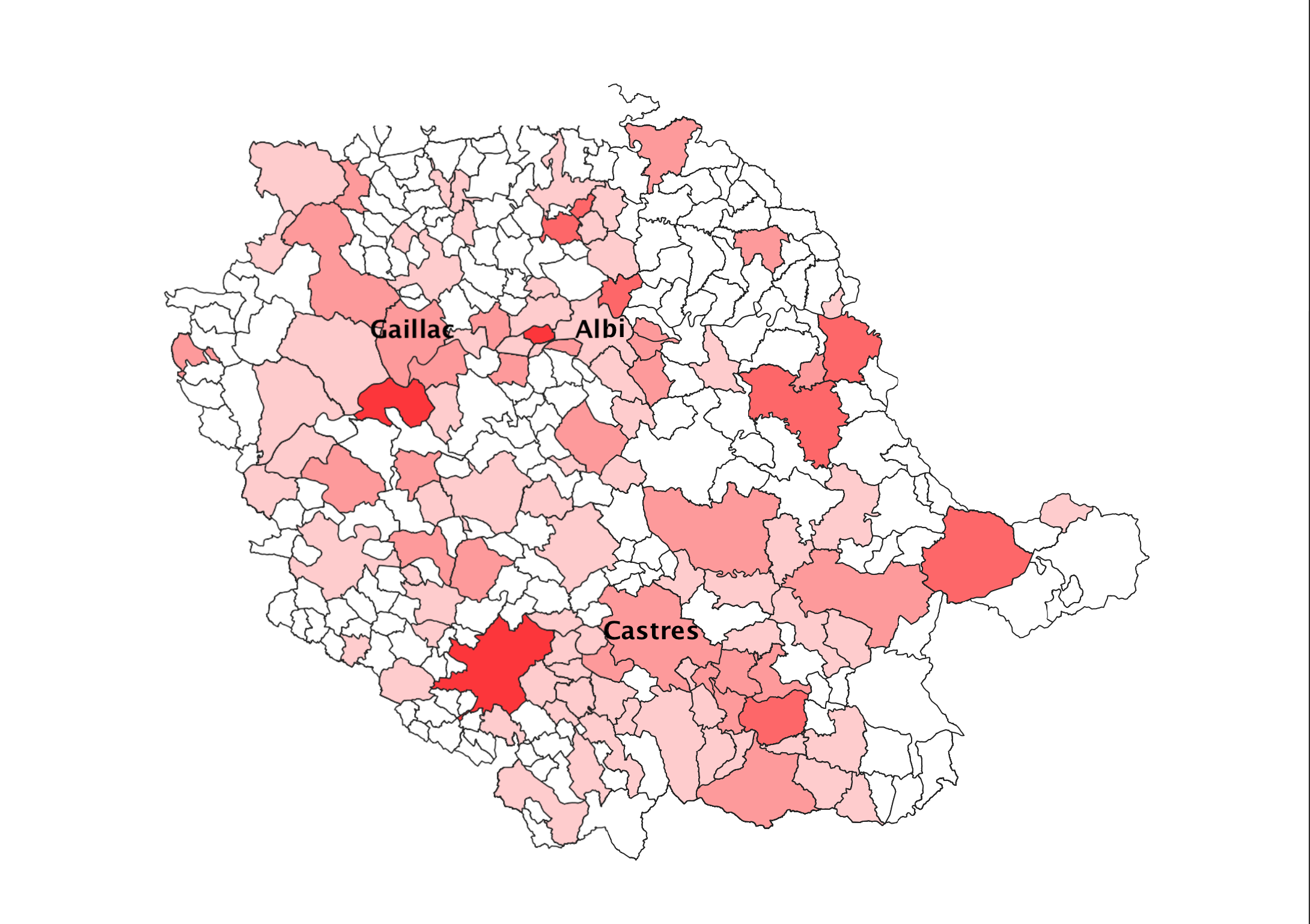
Представлення частки комерційних площ у муніципалітетах Тарн.

Економічна реструктуризація тісно пов'язана з житловою забудовою в умовах периурбанізації. Це призвело до виникнення конкуренції між комерційними центрами міст та їхніми околицями. Міграція населення на периферію перебудовує логіку міського простору.
У багатьох середніх за розміром французьких містах переїзд заможних мешканців із центру на околиці змінив традиційну географічну модель. Нові міські периферії, де оселилося населення з високою купівельною спроможністю, змогли привернути комерційну діяльність, яку раніше втратили міські центри. Саме завдяки цьому феномену периурбанізації комерційні райони та супермаркети на околицях досягли такого успіху, який ми бачимо сьогодні.
Наприклад, у департаменті Тарн (Франція) найбільш населені муніципалітети не мають найбільшої кількості комерційних площ. Навпаки, найбільше комерційних об’єктів розташовано на околицях цих міст.

## Роль місцевих суб'єктів у периурбанізації

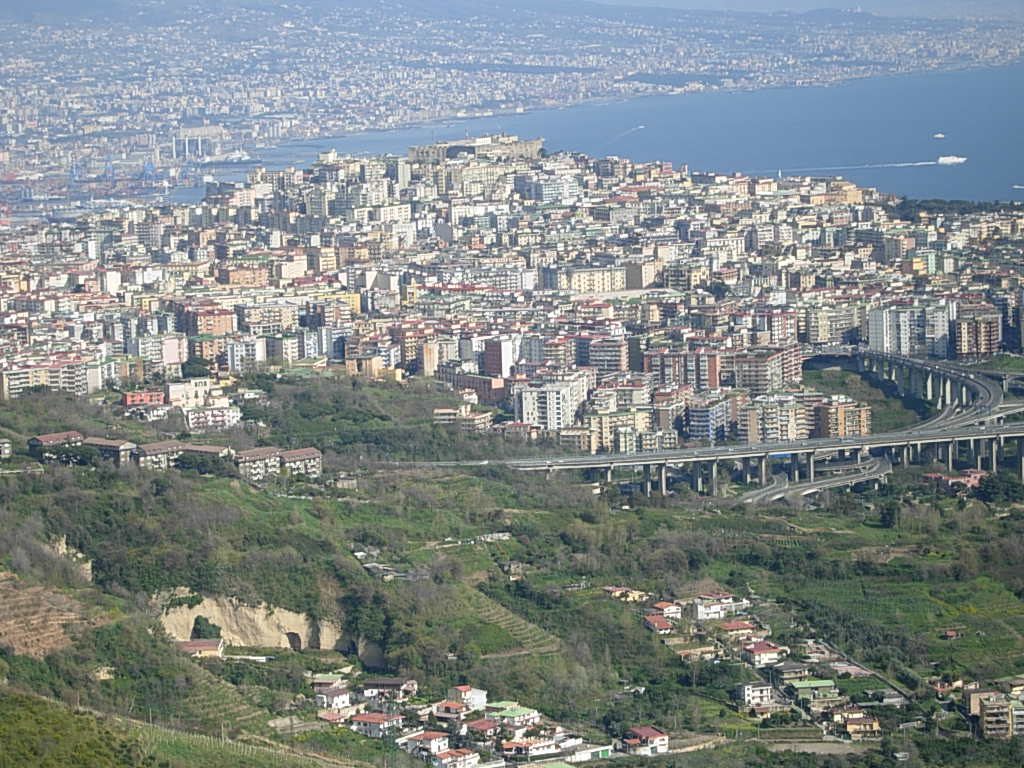
Межі між містом і селом регулярно зміщуються, завжди на шкоду сільській місцевості. Пагорб Вомеро, у Неаполі (Італія).

Процес розширення міст посилюється діями різних суб'єктів, де ключову роль відіграють муніципалітети, що відповідають за видачу дозволів на будівництво
- Політика муніципалітетів: Спочатку муніципалітети бачать переваги в розширенні забудови, оскільки прибуття нових мешканців допомагає підтримувати сільські громади, школи, магазини тощо. В умовах кризи сільського господарства продаж землі під забудову дозволяє фермерам фінансувати свою пенсію.
- Спільна позиція мешканців: Згодом виникає «змова» між давніми та новими мешканцями, які не хочуть, щоб їхнє середовище ставало надто міським. Закриття видачі дозволів на будівництво зменшує пропозицію, що призводить до зростання цін на житло. У результаті це явище переміщується все далі від міських центрів.

Це зростання житлової забудови тісно пов’язане з комерційною периурбанізацією. Логіка розподілу бізнесу підпорядковується конкуренції між муніципалітетами. Навички мерів відіграють важливу роль у комерційній географії периферійних територій. Мери мають право змінювати плани зонування (PLU), підписувати заявки на дозволи на будівництво та відкриття закладів, що приймають громадськість (ERP), а також мають право голосу в Департаментській комісії з комерційного розвитку (CDAC), що робить їх ключовими особами у розвитку своїх муніципалітетів.

## Вплив на навколишнє середовище

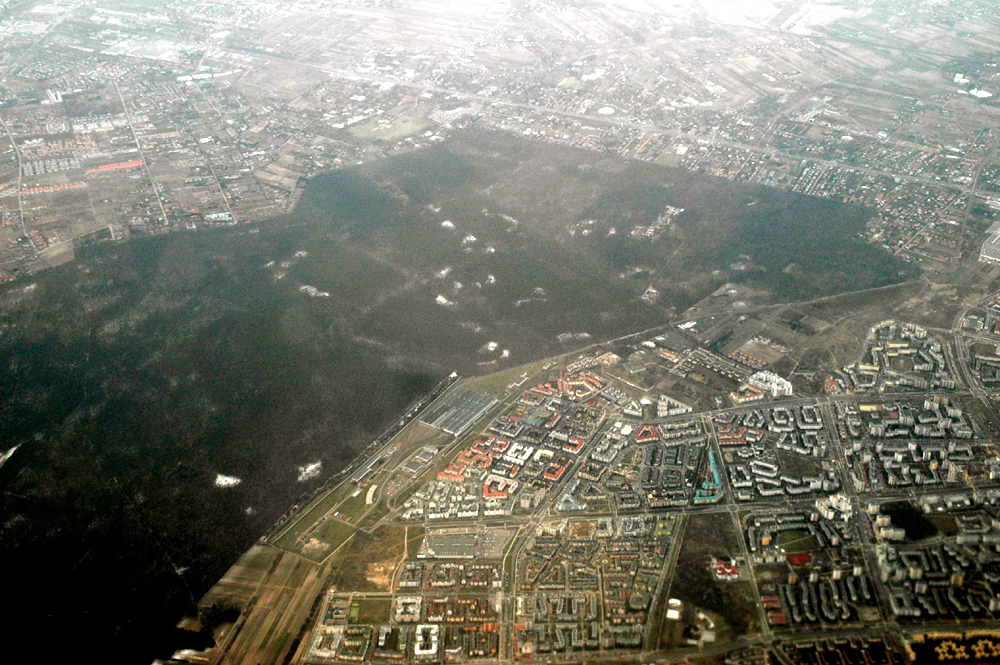
Інсуляризація (шляхом оточення) Кабацького лісу передмістям Варшави (Польща, лютий 2007 р.).

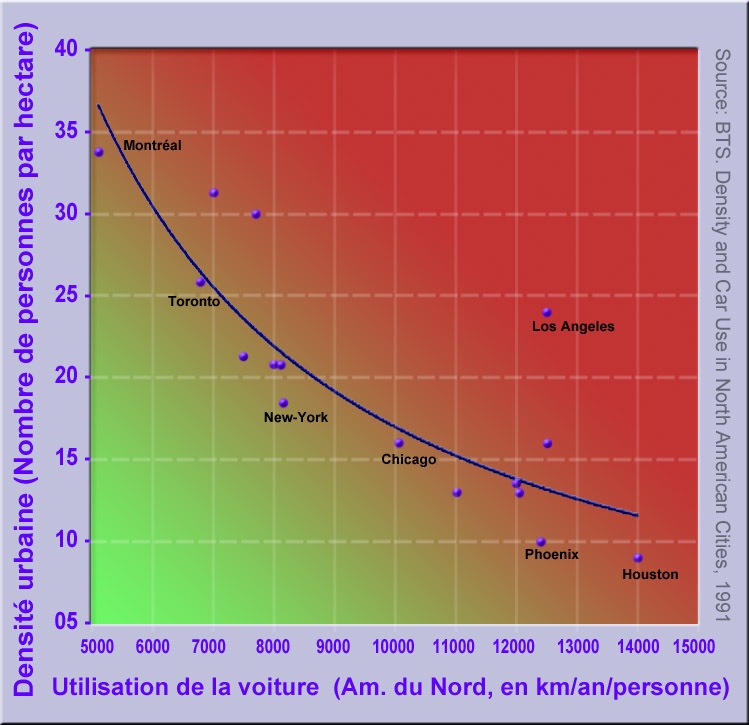
Хоча форма міст, рельєф, клімат, а також міське та транспортне планування відіграють пом'якшувальну або посилюючу роль, розростання міст сприяє інтенсивнішому використанню автомобілів, що має пов'язані з цим наслідки, включаючи забруднення від автомобілів.

Периурбанізація призводить до зростання цін на землю та посилення тиску на довкілля, що проявляється в збільшенні штучності ландшафтів коштом природних зон. Це також може викликати конфлікти через водні ресурси.
Периурбанізація значно збільшує екологічний слід міста, викиди парникових газів та загальне забруднення повітря. Основною причиною є маятникова міграція — щоденні поїздки мешканців з дому на роботу та назад. Це явище, як і будь-яке розділення робочого місця і місця проживання, особливо, коли воно орієнтоване на автомобільний рух, веде до:
Збільшення споживання простору.
Фрагментації екологічних ландшафтів.
Витрат енергії та викидів парникових газів.
Хоча периурбанізовані райони можуть бути багаті на приватні зелені зони, вони часто страждають від високих концентрацій озону, ⁣ що надходить із центрів міст. Периурбанізація завдає шкоди приміському природному середовищу та сільському господарству. Наприклад, в регіоні Іль-де-Франс з 1979 по 2000 рік сільськогосподарські площі скоротилися на 18,4%, а кількість ферм зменшилася на 50%, що змусило регіон у 2008 році виділити 11 мільйонів євро для уповільнення цього процесу
З 2012 року громади, зокрема Валлонія, пропонують онлайн-інструменти для аналізу міського середовища (UEA) та спільної діагностики енергетичних і периурбанізаційних проблем на різних рівнях: від окремих будівель до районів і територій.

### Інструменти боротьби та альтернативні підходи
Декарбонізація мобільності: Дослідження, опубліковане 2020 року проєктом The Shift Project (TSP), показало, що проактивна політика може скоротити викиди парникових газів від транспорту в приміських районах на 60–70% протягом десяти років. Основними заходами є:
Використання велосипедів (скорочення викидів на 15–30%).
Спільне використання автомобілів.
Розвиток громадського транспорту.
Оптимізація покупок та дистанційна робота.
TSP також виступає за відмову від будівництва нової дорожньої інфраструктури та комерційних центрів на віддаленій периферії.

## Боротьба з периурбанізацією
Ущільнення міст та джентрифікація. Боротьба з периурбанізацією включає оновлення міст, їх ущільнення та підтримку бізнесу в центрі. Деякі експерти розглядають джентрифікацію — процес, за якого заможніші класи повертаються в центри міст — як засіб для зменшення розростання міст. Вони вважають, що це відроджує міські центри, роблячи їх бажаними для привілейованих класів, і таким чином створює конкуренцію для периурбанізованих районів. Однак це судження має бути умовним, оскільки джентрифікація іноді може стосуватися і приміських зон.
«Зелені пояси»: Міські зелені пояси, такі як навколо Лондона (впроваджені у 1930–1950-х роках) або навколо Ренна, є інструментами для стримування розростання міст, забороняючи нове будівництво в певних зонах. Це також є однією з цілей Французької зеленої та синьої мережі (TVB/SRCE).
У регіоні Нор-Па-де-Кале, паралельно з TVB, експериментували з директивою регіонального планування для боротьби з розростанням міст і штучністю територій.

### Регуляторні та законодавчі інструменти
Закон про сільські території 2005 року: Створив механізм «Периметр захисту приміських сільськогосподарських та природних територій» (PPEANP), що дозволяє Генеральним радам створювати зони для захисту сільськогосподарських і лісових угідь.
«Департаментські комісії зі збереження природних, сільськогосподарських та лісових територій»: Оцінюють негативний вплив проєктів на сільське господарство та, за необхідності, визначають «колективні компенсаційні заходи».
Закон SCOT: Сприяє щільності забудови, заохочуючи власників виставляти на ринок землі під забудову. Це також скасовує фіскальне покарання за щільність.
Податки: Деякі автори пропонують запровадити високі податки на нерухомість для усунення ефекту «прибутку від нерухомості», який спонукає людей переїжджати на околиці. Однак такий підхід може призвести до ще більшого відштовхування менш забезпечених верств населення

### Критика та майбутні напрямки
Закон Гренель II наділив місцеві органи влади повноваженнями щодо «ефективного контролю за споживанням природного, сільськогосподарського та лісового простору». Таким чином, боротьба з периурбанізацією має відбуватися на місцевому рівні, з використанням інструментів із галузевих законів.
2017 року Корінн Веццоні запропонувала змінити регуляторну логіку, зробивши всю територію Франції «не будівною», але без повної заборони. Це дозволило б будувати лише ті проєкти, які мають «соціально-економічну корисність» та «екологічну цінність». Вона вважає, що це стимулюватиме «проєктне планування», включаючи відбудову міста та використання комерційних пустирів